# Thaddeus Harris
Lt./Cap. Thaddeus Harris är en rollfigur i filmserien Polisskolan som spelas av G.W. Bailey. Figuren är en av filmernas två otrevliga poliser, där den andre är Mauser. Han försöker hela tiden motverka seriens huvudpersoner i deras arbete, klart en otrevlig person.

## Filmer
Rollfiguren medverkar i fem av de sju filmerna i serien, där han utsätts för en del spratt från huvudpersonerna, vilket han förtjänar. Han startar i ranken Lt. i den första filmen där han figurerar som lärare på skolan. I senare filmer så har han blivit befordrad till Cap. över ett distrikt i staden. Han ses oftast tillsammans med hantlangaren Proctor, som även han råkar ut för de spratt Harris utsätts för.
Han har medverkat i följande filmer:
| Film                                | Rollbeskrivning |
| ----------------------------------- | --- |
| Polisskolan                         | Rollfigurens introduktion. Här figurerar han som lärare vid skolan och tränar filmens huvudpersoner.                                                                                                   |
| Polisskolan 4 – Kvarterspatrullen   | Befordrad till Cap. och är chef över ett eget distrikt i staden. |
| Polisskolan 5 – Uppdrag Miami Beach | Reser här till Miami för att hedra rektor Lassard vid det nationella poliskonventet i samband med dennes kommande pensionering. Han hoppas detta ska leda till att han blir den nye rektorn på skolan. |
| Polisskolan 6 – Går under jorden    | Kämpar tillsammans med Proctor mot en mystisk liga som terroriserar staden, i hopp om att hinna före filmens huvudpersoner.                                                                            |